# Балабко Олександр Васильович
 Олекса́ндр Васи́льович Бала́бко (нар. 24 квітня 1955, с. Лісконоги, Новгород-Сіверський район, Чернігівська область) — український  прозаїк, публіцист, поет-пісняр. Член Національної спілки журналістів України,  Національної спілки письменників України, голова Творчого об'єднання прозаїків, член Правління Київської організації Національної спілки письменників України, член правління Асоціації діячів естрадного мистецтва України. Заслужений діяч естрадного мистецтва України (2024).

## Життєпис
З п'ятирічного віку разом з батьками проживав на острові Сахалін, де закінчив початкову школу. 1966 року сім'я повернулася в Україну. Закінчив середню школу м. Вільнянськ Запорізької області, потім — факультет журналістики Київського державного університету ім. Т. Г. Шевченка (1977). 1977—1993 рр. — кореспондент, редактор відділу, заступник головного редактора республіканської газети «Культура і життя». Упродовж 1994—2001 рр. працював на керівних посадах у редакціях газет «Край», «Столиця», журналів «Місцеве самоврядування», «Людина і влада». 2001—2006 рр. — головний редактор газети «Вечірній Київ». По завершенні контракту на посаді головного редактора «Вечірнього Києва» працював відповідальним секретарем Київської організації Національної спілки письменників України. З 2007 року очолював редакцію культури, мистецтва і літератури у тижневиках Укоопспілки «Вісті» й «Порадниця». Член журі (до 2024 р. - голова) секції «Літературна творчість» Малої академії наук України; член журі міжнародної українсько-німецької премії імені Олеся Гончара; член редколегії журналу письменників України "Київ". Мешкає в м. Київ.

## Творчий доробок
Почав друкувати свої дописи й вірші у Вільнянській районній газеті «Дніпровські вогні», згодом — в обласних виданнях «Запорізька правда» і «Комсомолець Запоріжжя». Автор низки публіцистичних статей із проблем культури, духовності, українського державотворення й історії. Здійснив подорожі до багатьох країн Західної та Східної Європи, Близького Сходу, Південно-Східної Азії. Тематика його публікацій — український слід за кордоном, видатні українці, які прославили Батьківщину у світах — після кількох поїздок до Італії і Франції було опубліковано його документальні повісті у «Вечірньому Києві» — «Римське щастя Миколи Гоголя», «Острів Капрі: відкриття Коцюбинського», «Винниченко: забута могила в Провансі». Цими творами він започаткував цикл повістей, есе, подорожніх нарисів із циклу «Стежками українців у світах». 2007-го після подорожі Блакитним узбережжям Франції було видано есе «Променад з мадемуазель Марі», п'єсу «Сон Марії Башкирцевої». Натрапивши у Києві на неопубліковані листи і документи Сержа Лифаря, три роки працював над книжкою «Київ, Іринінська, Лифарям». Повість за листами митця". 2014 р. до 150-річчя Михайла Коцюбинського видав есеїстичну повість про останні роки життя класика «Рай і Пекло Коцюбинського». Упродовж 10 років працював над романом-есе про еміграцію першої хвилі й болісний шлях українців у чужій культурі «Олександр Вертинський, нащадок Гоголя»: твір видано 2017 р. 2010 р. телеканал “УТР” показав відеофільм “Олександр Балабко, журналіст і письменник”, а 2014 р. тут відбулася прем’єра телефільму “Серж Лифар” із циклу “Знамениті українці” (автор сценарію і ведучий – Олександр Балабко). 
Творчі вечори письменника проходять в Україні й за кордоном: 2012 р. – у Празі, 2013 р.  – у Парижі, 2016 р. – у Лімасолі (Кіпр), 2018 р. - у Флоренції, 2023 р. - у Празі й Рієці (Хорватія). На запрошення українського культурно-просвітницького товариства “Дніпро-Рієка” був почесним членом журі VII міжнародного фестивалю пісні, музики, танцю і образотворчого мистецтва, на якому відбувся літературно-музичний вечір-презентація роману “Кімоно для Баттерфляй” за участі українських та хорватських оперних співаків. Цей роман письменник присвятив своєму колезі і учителеві, музикознавцю Михайлу Головащенку, з яким працював у редакції газети "Культура і життя" впродовж 17 років.Ініціатор заснування і голова журі міжнародного українського конкурсу поезії, прози і публіцистики "Франкові зорі" у місті Ловрані (Хорватія) - (від червня 2024).  Поета-пісняра О.Балабка представлено у  франкомовній антології української поезії «Clarinettes solaires», виданій у Парижі видавництвом «Editions Institut culturel de Solenzara» 2013 р.(друге видання — 2014 р.). Пізніше цю книжку перекладено італійською та албанською. Після виходу його перших книжок літературна громадськість звернула увагу на відроджуваний Балабком у вітчизняній літературі жанр подорожньої прози. Високу оцінку доробку автора дали відомі українські письменники і літературознавці Борис Олійник, Микола Жулинський, Анатолій Дімаров, Володимир Панченко, Анатолій Погрібний, Михайло Слабошпицький, Людмила Таран та інші. Пише пісенні тексти — пісні на його слова композиторів Леоніда Нечипорука, Олександра Швидкого, Олександра Лісенчука виконують Народні артисти України Віктор Шпортько, Олександр Василенко, Світлана Мирвода, Ольга Макаренко, Заслужені артисти України Павло Мрежук, Анатолій Кобзар, Каріна Карасьова та інші.

## Громадська діяльність
Голова творчого об'єднання прозаїків Київської організації Національної спілки письменників України (від 3 квітня 2024).
Ініціатор заснування і голова журі міжнародного українського конкурсу поезії, прози і публіцистики "Франкові зорі" у місті Ловрані (Хорватія) - (від червня 2024). 

## Книги
- «Синьйор Ніколо й синьйор Мікеле. Рим Гоголя й Капрі Коцюбинського» (есеї) (Київ: Факт, 2006);
- «Мальви у Вічному місті» (есеї) (Київ: Фенікс, 2006);
- «З Ніцци до Мужена. Від Башкирцевої до Винниченка» (есеї, п'єса) (Київ: Факт, 2007);
- «Київ, Іринінська, Лифарям…» (Повість за листами митця) (Чернівці: Букрек, 2011);
- «Рай і Пекло Коцюбинського» (Есеїстична повість. Новели) (Чернівці: Букрек, 2014);
- «Микола Гоголь. Між пеклом і раєм» (повість)" (Київ: COOP Media, 2016);
- «Олександр Вертинський, нащадок Гоголя. Шляхами артиста» (роман-есе у трьох книгах) (Чернівці: Букрек, 2017).
- «Як тебе не любити…»: Коротка проза про сучасний Київ та киян. Передмова О.Балабка. О.Балабко: Біла лінія живота.(Київ: Фенікс, 2017);
- «Замовляння крові»: Антологія оповідань журналу «Київ». О.Балабко: Сині коні на городі…; Марійка, що проковтнула Леніна; Спадщина зі Стамбула; Прощання з яблунею; Це солодке слово — Сахалін. (Київ: Фенікс, 2017).
- "Литаври: альманах": Балабко О. Поезії: Іще; Пейзаж навіяв; Спека; Жінки старіють вранці; Папороть Растреллі; 1 червня: 12-17 с. (Ніжин: видавець ПП Лисенко М.М., 2017)
- "Острів'яни" (спільно з Олександром Матвєєвим). Про Кіпр серйозно і жартома (оповідання, українською і російською мовами). (Чернівці: Букрек, 2018).
- Тату на кавуні (оповідання) / передмова Василя Портяка. - (Чернівці: Букрек, 2018)
- “CLARINETTES SOLAIRES ANTHOLOGIE DE LA POÉSIE UKRAINIENNE Textes choisis, présentés et traduits par le Prof. DMYTRO TCHYSTIAK. Olexandre BALABKO. La fête des Rameaux. р.102-103.(Bruxelles, IWA Bogdani, 2021)
- Кімоно для Баттерфляй. Із життя Соломії Крушельницької: (Роман) (Чернівці: Букрек, 2022.) 320 с.: іл.

## Нагороди і відзнаки
Лауреат низки премій:
- Всеукраїнська премія НСЖУ «Золоте перо» (1986);
- Премія імені Івана Франка у галузі інформаційної діяльності (2006)[3];
- Премія Київської організації НСЖУ «Незалежність» (2010);
- Перемога в номінації «Життя славетних» Всеукраїнського конкурсу «Найкраща книга України» 2014 року за книжку «Рай і Пекло Коцюбинського»;
- Чернігівська обласна літературно-мистецька премія ім. Михайла Коцюбинського (2015)[4];
- Мистецька премія «Київ» ім. Анатолія Москаленка (2018);
- Відзнака міжнародного літературного конкурсу "Коронація слова" - "Кращий патріотичний твір" 2022 р. за роман "Кімоно для Баттерфляй. Із життя Соломії Крушельницької".
- Заслужений діяч естрадного мистецтва України (2024).
- Номінація на Національну премію України імені Тараса Шевченка за роман "Кімоно для Баттерфляй. Із життя Соломії Крушельницької".

Лауреат Всеукраїнського фестивалю сучасної естрадної пісні «Пісенний вернісаж-2011».
Нагороджений Почесною Грамотою Верховної Ради України (2005), Почесною Грамотою Кабінету Міністрів України (2006), медаллю «Почесна відзнака» Національної спілки письменників України (2010), нагрудним знаком “Знак Пошани” Київського міського голови (2005), орденом ПЦУ Архістратига Михаїла ІІ ступеня (2025); орденами УПЦ Київського патріархату –  Христа Спасителя, святого Рівноапостольного князя Володимира ІІІ ступеня, святого Архістратига Михаїла.
Посилання
https://www.facebook.com/oles.balabko
- Галина Тарасюк. На ювілейній гостині в Олександра Балабка. — Українська літературна газета
- Олександр Балабко. «Київ, Іринінська, Лифарям…» — ЛітАкцент  [Архівовано 29 листопада 2011 у Wayback Machine.]
- Лифаріада на стенді «Букреку» і в музеї  [Архівовано 14 вересня 2014 у Wayback Machine.]
- «25 років із дня смерті „Бога танцю“ Сержа Лифаря» — fakty.ictv.ua  [Архівовано 4 березня 2016 у Wayback Machine.]
- Александр Балабко: "В предместье Парижа на могиле великого танцовщика я увидел надпись: «Серж Лифарь из Киева» — Факты и комментарии  [Архівовано 25 лютого 2014 у Wayback Machine.]
- Александр Балабко: «Лифаря хотели ликвидировать и агенты Сталина, и фашистское гестапо» — Факты и комментарии  [Архівовано 23 лютого 2014 у Wayback Machine.]
- Олександр Балабко: «Зараз „хворобу безпам'ятства“ намагаються прищепити тим, хто ще нею не уражений» — газета «День» ОО
- http://ukurier.gov.ua/uk/articles/oleksandr-balabko-jomu-zdavalosya-kohana-narodilas [Архівовано 3 березня 2018 у Wayback Machine.] Олександр Балабко: «Йому здавалося, кохана народилася для того, щоб зустрілися їхні душі».http://ukurier.gov.ua/uk/articles/oleksandr-balabko-jomu-zdavalosya-kohana-narodilas/
- Олександр Балабко — публіцист, прозаїк, поет, драматург http://ukurier.gov.ua/uk/articles/oleksandr-balabko-jomu-zdavalosya-kohana-narodilas/ [Архівовано 3 березня 2018 у Wayback Machine.]
- Міжнародний фестиваль оповідання «Intermezzo». Олександр Балабко/Україна http://intermezzofest.com/oleksandr-balabko/%5Bнедоступне+посилання+з+серпня+2019%5D
- Поет і прозаїк Олександр Балабко в Національній бібліотеці України імені В. І. Вернадського http://www.nbuv.gov.ua/node/2426 [Архівовано 20 квітня 2017 у Wayback Machine.]
- Олександр Балабко: зустрічі в Парижі. http://litakcent.com/2013/04/16/oleksandr-balabko-zustrichi-v-paryzhi/ [Архівовано 22 лютого 2016 у Wayback Machine.]
- Інтерв'ю: Олександр Балабко. Про життя та літературу.https://thesharlays.wordpress.com/2015/07/12/
- Олександр Балабко — поет, публіцист, прозаїк, драматург. ukrainka.org.ua/oleksandr-balabko
- Олександр Балабко, письменник. http://1tv.com.ua/video/13027/load [Архівовано 27 лютого 2018 у Wayback Machine.]
- Олександр Балабко. http://avtura.com.ua/writer/525/ [Архівовано 26 лютого 2018 у Wayback Machine.]
- «Мені цікаво простежити, як пуповинний зв'язок з батьківщиною позначався на творчості моїх героїв».https://ukurier.gov.ua/uk/.../meni-cikavo-prostezhiti-yak-pupovinnij-zvyazok-z-b/